# 赤道幾內亞航空 (1996年)
赤道幾內亞航空是一間赤道幾內亞的航空公司，成立並開始營運於1996年，提供國內包機服務。樞紐機場為馬拉博國際機場。

## 機隊
在2008年2月，赤道幾內亞航空有一架雅科夫列夫Yak-40型飛機。

## 備註
1. ↑  國際飛行2007年4月3日